# アジェンダ21
アジェンダ21（英語: Agenda 21）とは、1992年6月にブラジルのリオデジャネイロで開催された環境と開発に関する国際連合会議（UNCED/地球サミット）で採択された、21世紀に向け持続可能な開発を実現するために各国および関係国際機関が実行すべき行動計画（アジェンダ）。
環境と開発に関するリオ宣言を実行するための行動綱領であり、4つのセクションから構成されており、行動計画を実現するための (人的、物的、財政的) 資源のありかたについても規定されている。条約のような拘束力はない。国境を越えて地球環境問題に取り組む行動計画であり各国内では地域にまで浸透するよう「ローカルアジェンダ21」が策定、推進されている。
1. 社会的・経済的側面
2. 開発資源の保護と管理
3. 主たるグループの役割強化
4. 実施手段

## 「アジェンダ21」目次
第1章 前文
セクションⅠ：社会的・経済的側面
第2章 開発途上国における持続可能な開発を促進するための国際協力と関連国内施策
第3章 貧困の撲滅
第4章 消費形態の変更
第5章 人口動態と持続可能性
第6章 人の健康の保護と促進
第7章 持続可能な人間居住の開発の促進
第8章 意思決定における環境と開発の統合
セクションⅡ：開発資源の保護と管理
第9章 大気保全
第10章 陸上資源の計画及び管理への統合的アプローチ
第11章 森林減少対策
第12章 脆弱な生態系の管理：砂漠化と干ばつの防止
第13章 脆弱な生態系の管理：持続可能な山地開発
第14章 持続可能な農業と農村開発の促進
第15章 生物多様性
第16章 バイオテクノロジーの環境上適正な管理
第17章 海洋、閉鎖性及び準閉鎖性海域を含むすべての海域及び沿岸域の保護、及びこれらの生物資源の保護、合理的利用及び開発
第18章 淡水資源の質と供給の保護：水資源の開発、管理及び利用への統合的アプローチの適用
第19章 有害及び危険な製品の違法な国際的移動の防止を含む、有害化学物質の環境上適正な管理
第20章 有害廃棄物の違法な国際的移動の防止を含む、有害廃棄物の環境上適正な管理
第21章 固形廃棄物及び下水道関連問題の環境上適正な管理
第22章 放射性廃棄物の安全かつ環境上適正な管理
セクションⅢ：主たるグループの役割の強化
第23章 - 前文 -
第24章 持続可能かつ公平な開発に向けた女性のための地球規模の行動
第25章 持続可能な開発における子供及び青年
第26章 先住民及びその社会の役割の認識及び強化
第27章 非政府組織（NGO）の役割の強化：持続可能な開発のパートナー
第28章 アジェンダ21の支持における地方自治体のイニシアティブ
第29章 労働者、労働組合の役割
第30章 産業界の役割
第31章 科学及び技術的コミュニティ
第32章 農民の役割の強化
セクションⅣ：実施手段
第33章 資金源及びメカニズム
第34章 環境上適正な技術の移転、協力及び対応能力の強化
第35章 持続可能な開発のための科学
第36章 教育、意識啓発、訓練の推進
第37章 開発途上国における能力開発のための国のメカニズム及び国際協力
第38章 国際的な機構の整備
第39章 国際法措置及びメカニズム
第40章 意思決定のための情報　

## アジェンダ第19章
19.1 化学品を大量に使用することは、世界のコミュニティの社会経済上の目標を達成するために必須なものである。そして、今日の成功事例からは、化学品は、コスト効率のよい方法で、かつ、高度の安全性をもって広く使用可能であることが示されている。しかしながら、人類の生活の質の持続的発展と向上の原則の中で、毒性を有する化学品を、環境において間違いなく健全に管理するために実施されなければならないことが多くある。2つの主要な問題が、特に発展途上国において、存在する。 (a) 多数の化学品の使用に伴うリスクをアセスメントするのに十分な科学的情報が欠落しているという問題と、(b) データが手元にある化学品のアセスメントを実施するための資源が欠落しているという問題である。　
19.2 人の健康、遺伝構造、生殖に重大な損傷を与える、大規模の化学汚染が、世界で最も重要な工業地域のいくつかで最近起こっている。回復には大規模な投資と新技術の開発が必要とされるであろう。汚染の長期影響は、地球の大気と気候の基本の化学的、物理学的プロセスにも及んでいることがごく最近理解されるようになり、この影響の重大さもまたごく最近に認識されるようになった。
19.3 かなりの数の国際団体が化学安全に関する作業に加わっている。多くの国家で、化学安全の促進のための作業プログラムが進行中である。そのような作業は国際的に重要な意味を持っており、化学リスクは国の境界とは関係なく生じる。しかしながら、各国と国際的努力の一段の強化が、環境上健全な化学品管理の達成に必要とされている。
19.4 6つの分野でプログラムが提案されている。
(a) 化学リスクの国際的アセスメント拡大と加速
(b) 化学品の分類と表示の調和
(c) 毒性化学品と化学リスクに関する情報の交換
(d) リスク削減プログラムの設立
(e) 国単位の化学品管理の能力の高さと大きさの強化
(f) 毒性及び危険物質の不法な国際輸送の防止
加えて、短い最終副項目Gとして、数個の分野のプログラムに関連する協調の強化を取り扱う。